# Turanlar, Cihanbeyli
Turanlar là một xã thuộc huyện Cihanbeyli, tỉnh Konya, Thổ Nhĩ Kỳ. Dân số thời điểm năm 2011 là 354 người.